# 第4代総選挙 (大韓民国)
第4代総選挙（だい4だいそうせんきょ）は、第一共和国時代の韓国で民議院（下院）を構成する民議院議員を選出するため1958年5月2日に行なわれた国政選挙である。韓国では「第○回」ではなく、「第○代」として選挙の回数を数え、名称も「総選挙」（총선거）ではなく、「総選」（총선）と呼ぶのが一般的である。

## 基礎データ
選挙が行なわれる5ヶ月前の1月に改正された所謂「協商選挙法」（与党自由党と野党民主党の合意に基づいて作られたことからつけられた名称）に基づいて行われた。協商選挙法の主な内容は次の通りである。①民議院は小選挙区制に、参議院は中選挙区とする。②選挙委員会は与野党代表の同党比例で構成する。③立候補供託金制を実施し、候補者乱立を抑制するために有効投票の6分の1を獲得できなかった候補は供託金を没収する。④選挙運動と選挙費用を抑制する選挙公営制を採用。⑤選挙期間中の偏向報道を規制。
- 大統領：李承晩（自由党）…1956年5月に実施された大統領選挙で2位以下に大差をつけて当選。しかし副大統領は民主党の張勉が当選するねじれ状態となっていた。
- 改選議席数：民議院は前回より30議席増の233議席（1952年の抜粋改憲で2院制となったが、参議院の選挙については実施されていなかった）
- 議員任期：4年
- 候補者数：811名
- 選挙制度：完全小選挙区制
- 選挙人数：10,164,428名

## 自由党による不正選挙
総選挙の2年前に行われた1956年5月の大統領選挙では、副大統領に野党民主党の張勉候補が当選する事態となっていた。しかし、大統領の継承権の2番目は副大統領のため、与党自由党としては野党が副大統領を握っていることは我慢ならないことであった。そのため、自由党は国会で憲法改正に必要な3分の2の議席を確保し、憲法改正を行なって大統領継承権を削除するため、第4代総選挙では様々な不正選挙が横行することになった。

### 不正選挙の手口
自由党候補を無投票当選させるために野党候補の登録を徹底的に妨害。その結果自由党の無投票当選者は9名にも達した。また、警察による選挙への干渉も前代の総選挙よりまして横行し、良心ある一部の警察官が辞表を提出して、選挙不正の指令を世間に暴露しただけでなく、上司を告発する事件にも及ぶ事態となった。前回選挙までは見られなかった史上初の選挙不正の技術が登場したが、以下にそれを記述する
1. ｢ピアノ式開票｣
投票箱から票を出して票数を計算する時、票読みする事務員が指先に印肉をつけて（韓国の選挙における投票は印肉で投票用紙に印刷された立候補者名の下に○をつける記号式）、野党候補者の票読みをする時に限り、巧みに投票用紙の他の立候補者の名前の下にピアノのキーを叩くようにあちらこちらに朱肉をつけて野党候補の有効得票を無効にする。
2. ｢リレー式投票｣
最初に投票所に入った人が、自由党立候補者に○印をつけた投票用紙を、投票箱に入れず、2番目の投票者に渡し、それを受け取った人は投票所に入って、自分の投票用紙に自由党候補者の記票をして、一番目の人からもらった投票用紙を投票箱に入れると同時に、次の人に記入済みの自分の投票用紙を渡す、と言うことを何回も繰り返して自由党候補へ投票したことをリレーで確認しつつ行なう投票方法
3. ｢フクロウ式夜間開票｣
開票途中、野党候補者の票数が自由党候補を上回り始めた、またはその気配が見えた場合に、わざと開票所の照明を切って停電騒ぎを起こして、フクロウのように暗闇の中で自由党候補の票数を勝手に増やす方法

## 選挙結果
大政党に有利に作られた協商選挙法が作用したこともあって、自由党と民主党が圧倒的な議席数を収め、無所属と群小政党が敗北する結果となった。与党・自由党による不正選挙が横行し、野党民主党にとっては圧倒的に不利な中で選挙を戦ったが、都市部を中心に躍進し、憲法改正を阻止するために必要な3分の1議席を確保することが出来た。
- 投票日：1958年5月2日
- 投票率：87.8％

総投票者数：8,923,905名
有効票数：8,573,292票
| 党派             | 議席数 | ％   | 得票数    | ％   |
| ---------------- | ------ | ---- | --------- | ---- |
| 自由党（자유당） | 126    | 54.1 | 3,607,092 | 42.1 |
| 民主党（민주당） | 80     | 33.9 | 2,914,049 | 34.2 |
| 統一党（통일당） | 1      | 0.4  | 53,716    | 0.6  |
| 国民会（국민회） | 0      | 0.0  | 50,568    | 0.6  |
| その他（기타）   | 0      | 0.0  | 90,160    | 1.1  |
| 無所属（무소속） | 26     | 11.6 | 1,857,707 | 21.5 |
| 合計             | 233    |      | 8,573,292 |      |

出所：金浩鎮著・李健雨訳『韓国政治の研究』（三一書房）236頁の"<表8-2>第3・4代国会議員総選挙"。投票率、総投票者数、有効票数は韓国中央選挙管理委員会の｢歴代選挙情報システム｣から。
女性当選者3人（自由党2人、民主党1人）比率1.3％。出所：春木育美『現代韓国と女性』（新幹社）の138頁と166頁の“表5-1　歴代女性国会議員数”
| 市・道   | 合計 | 自由党 | 民主党 | 統一党 | 無所属 |
| -------- | ---- | ------ | ------ | ------ | ------ |
| ソウル市 | 16   | 1      | 14     | 0      | 1      |
| 京畿道   | 25   | 14     | 8      | 0      | 3      |
| 忠清北道 | 13   | 8      | 4      | 0      | 1      |
| 忠清南道 | 22   | 15     | 6      | 0      | 1      |
| 全羅北道 | 24   | 10     | 11     | 0      | 3      |
| 全羅南道 | 32   | 18     | 10     | 1      | 3      |
| 慶尚北道 | 38   | 24     | 8      | 0      | 6      |
| 慶尚南道 | 40   | 20     | 15     | 0      | 5      |
| 江原道   | 20   | 15     | 2      | 0      | 3      |
| 済州道   | 3    | 1      | 1      | 0      | 1      |
| 合計     | 233  | 126    | 79     | 1      | 27     |

出所：“（나）各種統計 ②政黨團體別議員候補者數와當選者數對比一覧、（韓国）中央選擧管理委員會編『大韓民國選擧史』（中央選擧管理委員會）802頁”を元に作成した。
ソウル市は当時は16の選挙区があったが、自由党が獲得した議席は西大門乙区の崔奎南のみで、東大門区の与党系無所属の閔寛植を除いた残りの14選挙区は全て野党・民主党が占めた。またソウル市以外でも大邱市6選挙区中3選挙区、釜山市では10選挙区中7選挙区で民主党が勝利し、都市部では民主党が優位に立った。このように農村部では与党支持が、都市部では野党支持が顕著に表れる「与村野都」現象がこの選挙で出現したが、これ以降の国会議員選挙でも例外を除き同じような傾向が見られた。

## 当選議員
自由党   民主党   統一党   無所属 
| ソウル特別市 | 鐘路区甲         | 尹潽善 | 鐘路区乙     | 韓根祖 | 中区甲       | 朱耀翰 | 中区乙           | 鄭一亨 |
| ソウル特別市 | 龍山区甲         | 厳詳燮 | 龍山区乙     | 金元万 | 城東区甲     | 劉聖権 | 城東区乙         | 趙炳玉 |
| ソウル特別市 | 東大門区甲       | 閔寛植 | 東大門区乙   | 李栄俊 | 城北区       | 徐範錫 | 西大門区甲       | 金度演 |
| ソウル特別市 | 西大門区乙       | 崔奎南 | 麻浦区       | 金相敦 | 永登浦区甲   | 尹明運 | 永登浦区乙       | 柳鴻   |
| 京畿道       | 仁川市甲         | 金載坤 | 仁川市乙     | 郭尚勲 | 仁川市丙     | 金勲   | 水原市           | 洪吉善 |
| 京畿道       | 高陽郡           | 李成株 | 広州郡       | 崔仁圭 | 楊州郡甲     | 姜永薫 | 楊州郡乙         | 姜声邰 |
| 京畿道       | 漣川郡           | 李益興 | 抱川郡       | 尹珹淳 | 加平郡       | 洪翼杓 | 楊平郡           | 兪龍植 |
| 京畿道       | 驪州郡           | 金意俊 | 利川郡       | 李起鵬 | 龍仁郡       | 具喆会 | 安城郡           | 呉在泳 |
| 京畿道       | 平沢郡           | 鄭存秀 | 華城郡甲     | 孫道心 | 華城郡乙     | 洪鳳珍 | 始興郡           | 李載灐 |
| 京畿道       | 富川郡           | 張暻根 | 金浦郡       | 鄭濬   | 江華郡       | 尹在根 | 坡州郡           | 丁大天 |
| 京畿道       | 甕津郡           | 兪英濬 |              |        |              |        |                  |        |
| 江原道       | 春川市           | 桂珖淳 | 原州市       | 朴忠模 | 江陵市       | 崔容根 | 春城郡           | 林祐永 |
| 江原道       | 洪川郡           | 李在鶴 | 横城郡       | 張錫潤 | 原城郡       | 洪範憙 | 寧越郡           | 丁奎祥 |
| 江原道       | 平昌郡           | 黄虎鉉 | 旌善郡       | 劉奇洙 | 鉄原郡       | 徐壬寿 | 金化郡           | 朴賢淑 |
| 江原道       | 華川郡           | 朴徳永 | 楊口郡       | 崔圭鈺 | 麟蹄郡       | 羅相謹 | 高城郡           | 洪承業 |
| 江原道       | 襄陽郡           | 李東根 | 溟州郡       | 朴容益 | 三陟郡       | 金振晩 | 蔚珍郡           | 田万重 |
| 忠清北道     | 清州市           | 李敏雨 | 忠州市       | 洪炳珏 | 清原郡甲     | 呉範秀 | 清原郡乙         | 郭義栄 |
| 忠清北道     | 報恩郡           | 金善佑 | 沃川郡       | 権福仁 | 永同郡       | 閔壮植 | 鎮川郡           | 鄭雲甲 |
| 忠清北道     | 槐山郡           | 金元泰 | 陰城郡       | 金周黙 | 中原郡       | 鄭商熙 | 堤川郡           | 李泰鎔 |
| 忠清北道     | 丹陽郡           | 趙鍾淏 |              |        |              |        |                  |        |
| 忠清南道     | 大田市甲         | 鄭楽勲 | 大田市乙     | 陳馨夏 | 大徳郡       | 朴炳培 | 燕岐郡           | 柳志元 |
| 忠清南道     | 公州郡甲         | 朴忠植 | 公州郡乙     | 金学俊 | 論山郡甲     | 金公平 | 論山郡乙         | 尹潭   |
| 忠清南道     | 扶余郡甲         | 韓光錫 | 扶余郡乙     | 任哲鎬 | 舒川郡       | 禹熙昌 | 保寧郡           | 李源長 |
| 忠清南道     | 青陽郡           | 金彰東 | 洪城郡       | 兪昇濬 | 礼山郡       | 尹炳求 | 瑞山郡甲         | 田泳奭 |
| 忠清南道     | 瑞山郡乙         | 柳順植 | 唐津郡甲     | 印泰植 | 唐津郡乙     | 元容奭 | 牙山郡           | 李敏祐 |
| 忠清南道     | 天安郡甲         | 韓熙錫 | 天安郡乙     | 金鍾哲 |              |        |                  |        |
| 全羅北道     | 全州市甲         | 柳青   | 全州市乙     | 李哲承 | 群山市       | 金元全 | 裡里市           | 金元中 |
| 全羅北道     | 完州郡甲         | 李存華 | 完州郡乙     | 裵聖基 | 鎮安郡       | 李玉童 | 錦山郡           | 柳珍山 |
| 全羅北道     | 茂朱郡           | 金鎮元 | 長水郡       | 鄭準謨 | 任実郡       | 朴世俓 | 南原郡甲         | 趙定勲 |
| 全羅北道     | 南原郡乙         | 安均燮 | 淳昌郡       | 林次周 | 井邑郡甲     | 羅容均 | 井邑郡乙         | 宋栄柱 |
| 全羅北道     | 高敞郡甲         | 鄭世煥 | 高敞郡乙     | 洪淳熙 | 扶安郡       | 申奎植 | 金堤郡甲         | 趙漢栢 |
| 全羅北道     | 金堤郡乙         | 尹済述 | 沃溝郡       | 梁一東 | 益山郡甲     | 金炯燮 | 益山郡乙         | 尹宅重 |
| 全羅南道     | 光州市甲         | 鄭成太 | 光州市乙     | 李弼鎬 | 光州市丙     | 朴興奎 | 木浦市           | 鄭重燮 |
| 全羅南道     | 麗水市           | 鄭在浣 | 順天市       | 尹亨南 | 光山郡       | 李政烋 | 潭陽郡           | 鞠快男 |
| 全羅南道     | 谷城郡           | 趙淳   | 求礼郡       | 李甲植 | 光陽郡       | 黄淑玹 | 麗川郡           | 李恩泰 |
| 全羅南道     | 昇州郡           | 李炯模 | 高興郡甲     | 孫文璟 | 高興郡乙     | 朴哲雄 | 宝城郡           | 安龍伯 |
| 全羅南道     | 和順郡           | 具興南 | 長興郡       | 孫錫斗 | 康津郡       | 金向洙 | 海南郡甲         | 金柄淳 |
| 全羅南道     | 海南郡乙         | 金石辰 | 霊岩郡       | 金俊淵 | 務安郡甲     | 羅判洙 | 務安郡乙         | 劉沃祐 |
| 全羅南道     | 務安郡丙         | 金朔   | 羅州郡甲     | 李社炯 | 羅州郡乙     | 丁明燮 | 咸平郡           | 金義沢 |
| 全羅南道     | 霊光郡           | 曺泳珪 | 長城郡       | 辺鎮甲 | 莞島郡       | 金善太 | 珍島郡           | 孫在馨 |
| 慶尚北道     | 大邱市甲         | 辛道煥 | 大邱市乙     | 李炳夏 | 大邱市丙     | 李雨茁 | 大邱市丁         | 曺在千 |
| 慶尚北道     | 大邱市戊         | 曺逸煥 | 大邱市己     | 李淳熙 | 浦項市       | 河泰煥 | 金泉市           | 文鍾斗 |
| 慶尚北道     | 慶州市           | 安龍大 | 達城郡       | 金成坤 | 軍威郡       | 朴晩元 | 義城郡甲         | 金圭晩 |
| 慶尚北道     | 義城郡乙         | 朴永教 | 安東郡甲     | 権五鍾 | 安東郡乙     | 金翼基 | 青松郡           | 尹鎔球 |
| 慶尚北道     | 英陽郡           | 朴鍾吉 | 盈徳郡       | 金元圭 | 迎日郡甲     | 朴順碩 | 迎日郡乙         | 金益魯 |
| 慶尚北道     | 月城郡甲         | 李協雨 | 月城郡乙     | 李鍾駿 | 永川郡甲     | 金相道 | 永川郡乙         | 権仲敦 |
| 慶尚北道     | 慶山郡           | 朴海禎 | 清道郡       | 潘在鉉 | 高霊郡       | 鄭南沢 | 星州郡           | 朱秉煥 |
| 慶尚北道     | 漆谷郡           | 張沢相 | 金陵郡       | 金喆安 | 善山郡       | 金雨東 | 尚州郡甲         | 趙洸熙 |
| 慶尚北道     | 尚州郡乙         | 金正根 | 聞慶郡       | 李東寧 | 醴泉郡       | 鄭載元 | 栄州郡           | 李正熙 |
| 慶尚北道     | 奉化郡           | 鄭文欽 | 鬱陵郡       | 崔秉権 |              |        |                  |        |
| 慶尚南道     | 釜山市中区       | 金応柱 | 釜山市西区甲 | 李相龍 | 釜山市西区乙 | 金東郁 | 釜山市影島区甲   | 李栄彦 |
| 慶尚南道     | 釜山市影島区乙   | 李晩雨 | 釜山市東区甲 | 朴順天 | 釜山市東区乙 | 呉緯泳 | 釜山市釜山鎮区甲 | 李鍾南 |
| 慶尚南道     | 釜山市釜山鎮区乙 | 朴瓚鉉 | 釜山市東萊区 | 金仁浩 | 馬山市       | 許潤秀 | 晋州市           | 金溶珍 |
| 慶尚南道     | 忠武市           | 崔天   | 鎮海市       | 朱金用 | 三千浦市     | 李在賢 | 晋陽郡           | 具泰会 |
| 慶尚南道     | 宜寧郡           | 李泳熙 | 咸安郡       | 趙瓊奎 | 昌寧郡       | 辛泳柱 | 密陽郡甲         | 朴昌華 |
| 慶尚南道     | 密陽郡乙         | 金正煥 | 梁山郡       | 池栄璡 | 蔚山郡甲     | 安徳基 | 蔚山郡乙         | 金成鐸 |
| 慶尚南道     | 東萊郡           | 趙一載 | 金海郡甲     | 姜琮武 | 金海郡乙     | 李鍾寿 | 昌原郡甲         | 金炯燉 |
| 慶尚南道     | 昌原郡乙         | 李龍範 | 統営郡       | 徐廷貴 | 巨済郡       | 陳石中 | 固城郡           | 崔奭林 |
| 慶尚南道     | 泗川郡           | 鄭憲柱 | 南海郡       | 金正基 | 河東郡       | 孫永寿 | 山清郡           | 金載瑋 |
| 慶尚南道     | 咸陽郡           | 朴相吉 | 居昌郡       | 徐漢斗 | 陜川郡甲     | 兪鳳淳 | 陜川郡乙         | 崔昌燮 |
| 済州道       | 済州市           | 高湛龍 | 北済州郡     | 金斗珍 | 南済州郡     | 玄梧鳳 |                  |        |

### 繰上当選
| 年   | 日付  | 選挙区           | 当選者 | 当選政党 | 欠員   | 欠員政党 | 欠員事由 |
| ---- | ----- | ---------------- | ------ | -------- | ------ | -------- | -------- |
| 1958 | 9.29  | 慶尚北道大邱市己 | 崔熙松 | 民主党   | 李淳熙 | 自由党   | 当選無効 |
| 1958 | 12.31 | 慶尚北道大邱市丙 | 林文碩 | 民主党   | 李雨茁 | 自由党   | 当選無効 |
| 1959 | 1.3   | 慶尚北道善山郡   | 金東碩 | 無所属   | 金雨東 | 自由党   | 当選無効 |

### 補欠選挙
| 年   | 日付 | 選挙区           | 当選者 | 当選政党 | 欠員   | 欠員政党 | 欠員事由 |
| ---- | ---- | ---------------- | ------ | -------- | ------ | -------- | -------- |
| 1959 | 6.5  | 江原道麟蹄郡     | 全亨山 | 自由党   | 羅相謹 | 自由党   | 当選無効 |
| 1959 | 9.12 | 全羅南道宝城郡   | 黄聖秀 | 自由党   | 安龍伯 | 自由党   | 当選無効 |
| 1959 | 9.22 | 慶尚北道迎日郡乙 | 金益魯 | 自由党   | 金益魯 | 自由党   | 当選無効 |
| 1960 | 1.23 | 慶尚北道迎日郡乙 | 金長渉 | 自由党   | 金益魯 | 自由党   | 当選無効 |
| 1960 | 1.23 | 慶尚北道栄州郡   | 李正熙 | 自由党   | 李正熙 | 自由党   | 当選無効 |